# Korbeek-Dijle
Korbeek-Dijle is een dorp en deelgemeente van Bertem in de Belgische provincie Vlaams-Brabant, het was een zelfstandige gemeente tot aan de gemeentelijke herindeling van 1977.

## Geschiedenis
Onder het ancien régime was Korbeek-Dijle een zelfstandige heerlijkheid van de familie Oudaert. Korbeek-Dijle werd na overerving in 1661 ten gunste van Hendrick van Dongelberghe (†1667) tot baronie verheven. Juridisch viel Korbeek-Dijle onder de meierij van Herent, in het kwartier van Leuven van het hertogdom Brabant. Na de Franse invasie werd het dorp (toen nog als Corbeek-over-Dyle aangeduid) als gemeente ingedeeld bij het kanton Tervuren van het Dijledepartement. Korbeek behield zijn status als zelfstandige gemeente tot 1977, toen het met Bertem gefusioneerd werd.

## Bezienswaardigheden
- De Sint-Bartholomeuskerk met het retabel van de heilige Stefanus uit 1522.
- In de Kerkstraat staat een voormalig brouwershuis uit 1759, dat in 1995 beschermd werd als monument.

## Natuur en landschap
Korbeek-Dijle ligt aan de Dijle. De hoogte bedraagt 25-80 meter. 
De natuur en de wandelpaden langs de Dijle en de holle wegen die naar de hoger gelegen akkers lopen zijn erg in trek bij wandelaars en fietsers. Het natuurgebied de Doode Bemde, in de Dijlevallei, ligt gedeeltelijk op het grondgebied van Korbeek-Dijle.

## Demografische ontwikkeling
- Bronnen:NIS, Opm:1831 tot en met 1970=volkstellingen; 1976 = inwoneraantal op 31 december

## Lijst van burgemeesters
- 1800-1825: Guilielmus Cappuyns (1748-1836)
- 1825-1830: Antonius Penninckx (1762-1852)
- 1830-1836: Carolus De Coster (1800-1841)
- 1836-1842: Josephus Abts (1797-1876)
- 1843-1872: Remi Prosper Honnorez (1811-1872)
- 1872-1883: Joseph Dieudonné Honnorez (1844-1912)
- 1884-1910: Jan Francis Mommaerts (1839-1910)
- 1910-1919: Engelbert De Greef (1862-1919)
- 1919-1921: Jozef Mommaerts (1850-1931)
- 1921-1926: Emiel Cappuyns (1867-1965)
- 1927-1933: Louis De Bontridder (1868-1935)
- 1933-1941: Emiel Cappuyns (1867-1965)
- 1941-1944: Maurits Neckebrouck (1908-1997)
- 1944-1947: Emiel Cappuyns (1867-1965)
- 1947-1949: Kamiel D’Hondt (1900-1949)
- 1950-1952: Jan Baptist Vandezande (1876-1952)
- 1953-1964: Marcel Devijver (1910-1985)
- 1965-1976: Louis Vandermueren (1930-2009)

## Bekende inwoners
- Ambroise Goubau (1748-1828), militair

## Nabijgelegen kernen
Egenhoven, Bertem, Leefdaal, Neerijse, Oud-Heverlee

## Afbeeldingen

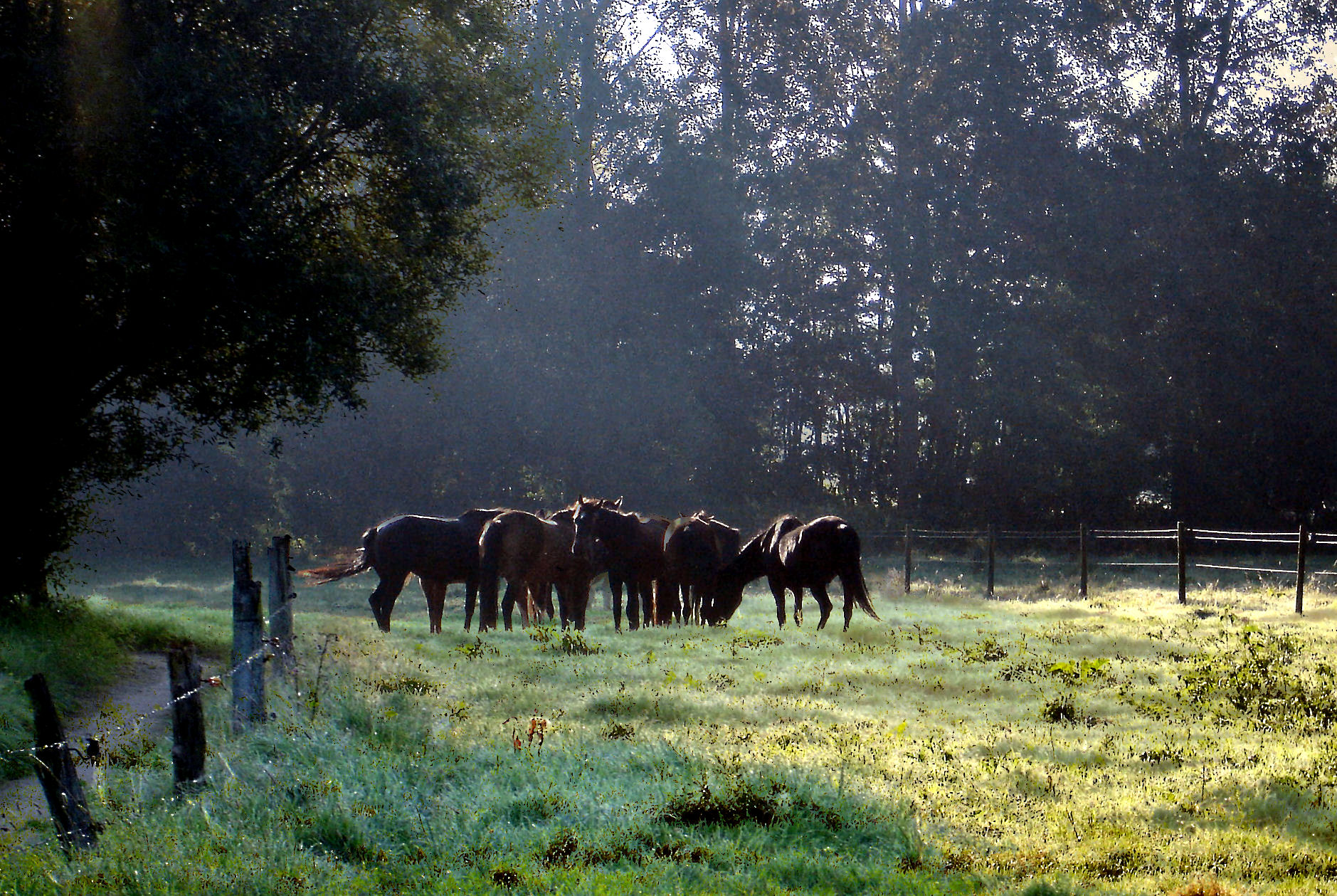
In de vallei van de Dijle
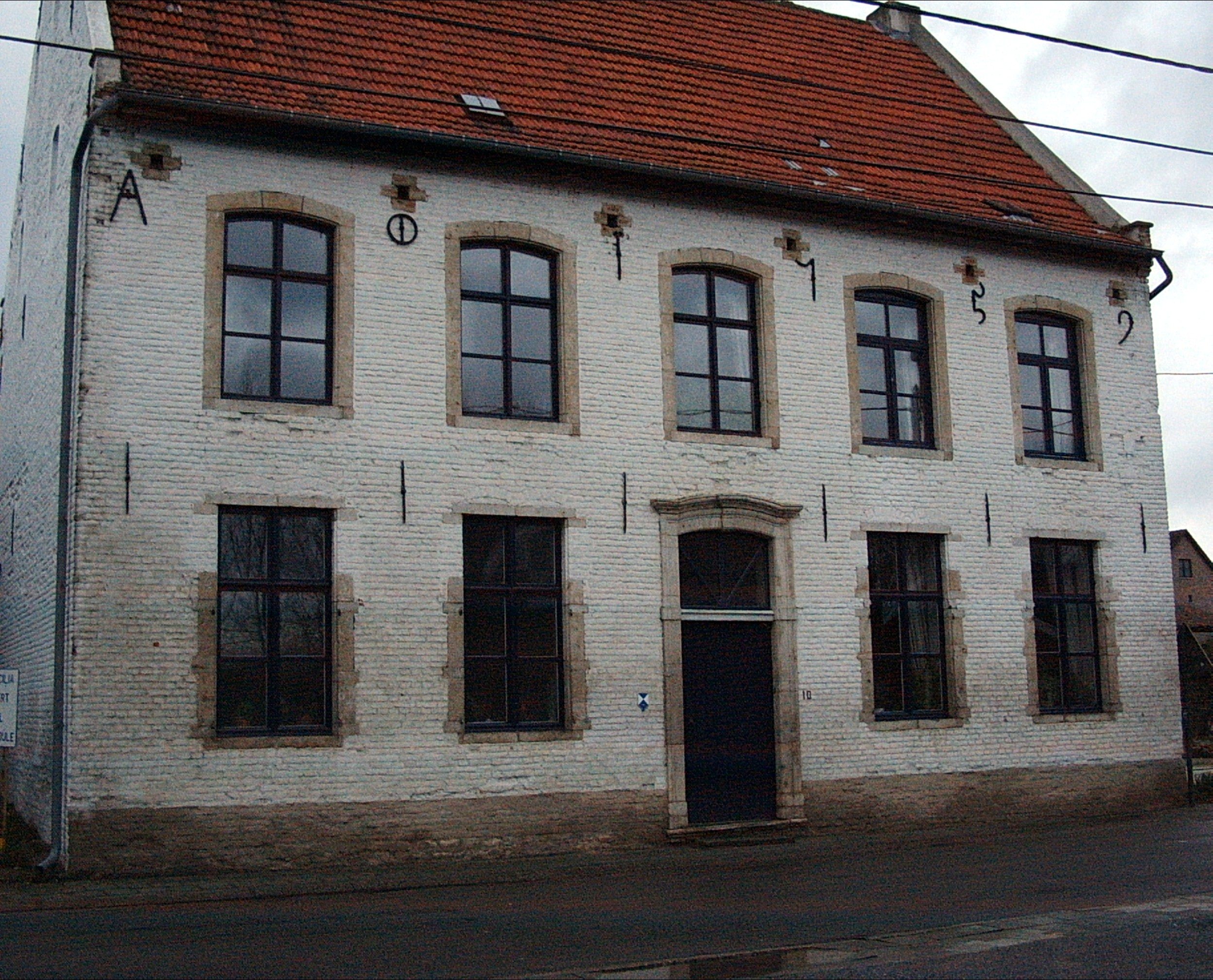
Het brouwershuis
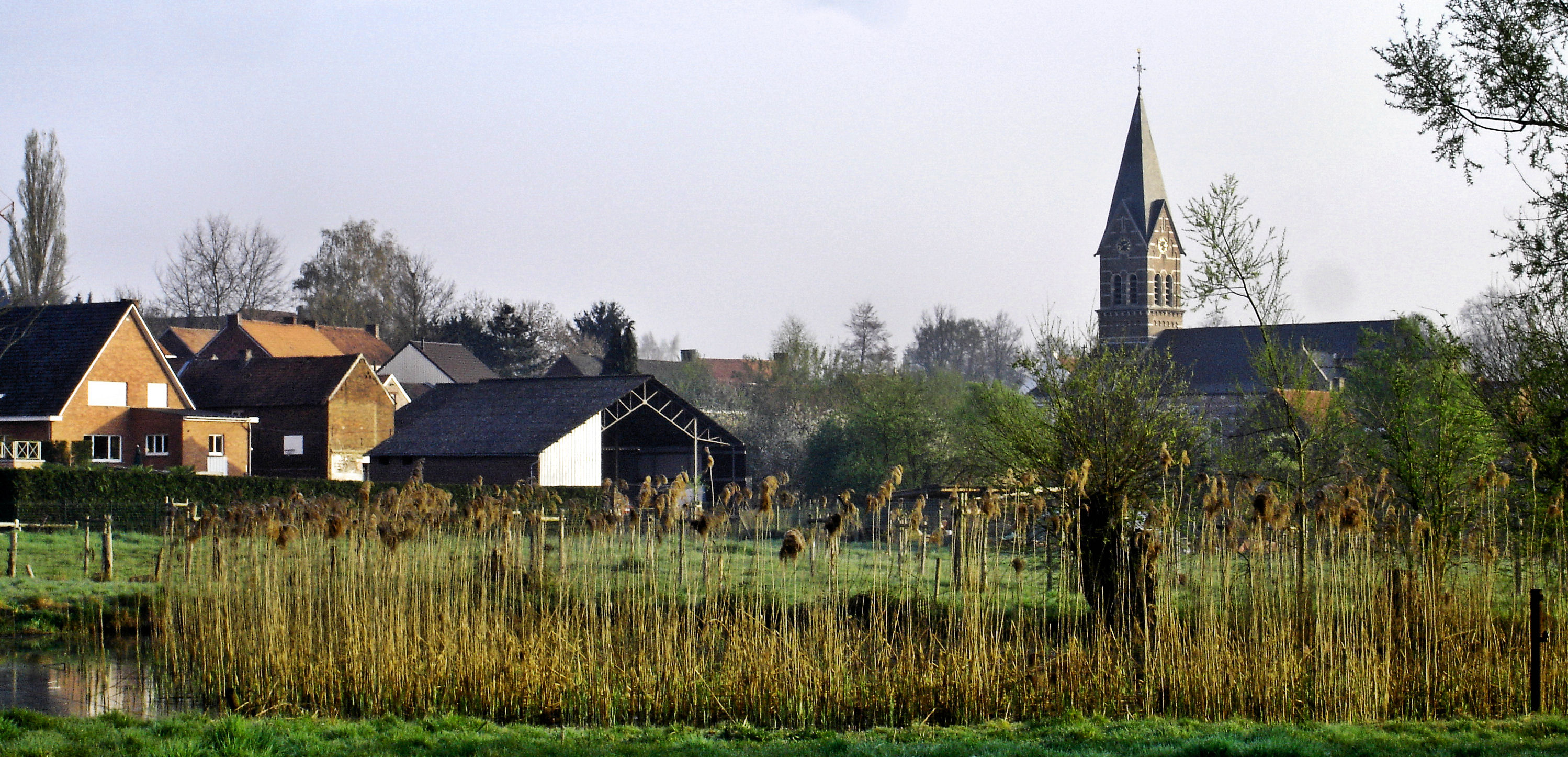
Dorpsgezicht
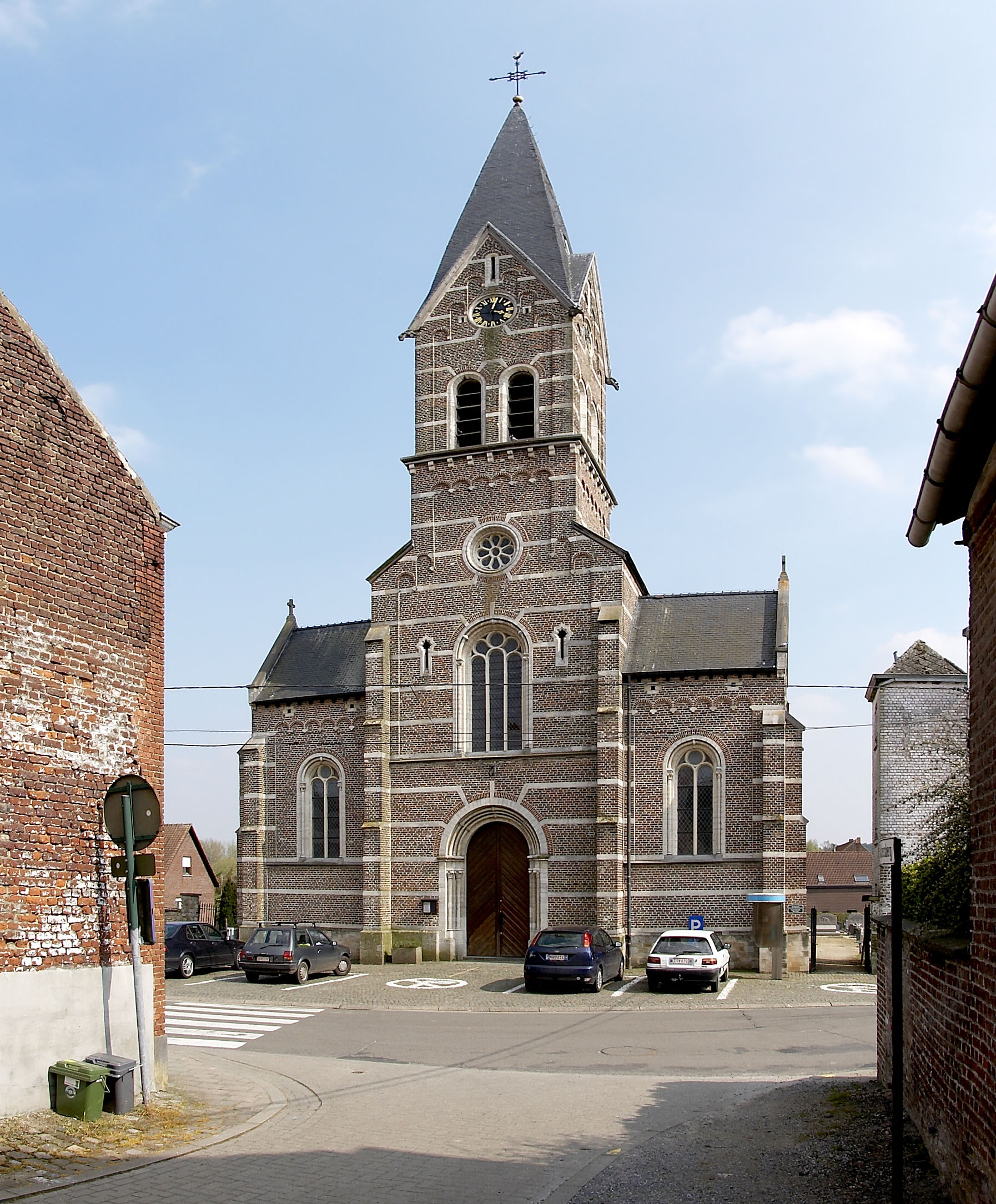
Sint-Bartholomeuskerk